# تشاك كايل
تشاك كايل (بالإنجليزية: Chuck Kyle)‏ هو مدرب رياضي أمريكي، ولد في 11 نوفمبر 1950.